# Араракуара
Араракуа́ра (порт. Araraquara) — муниципалитет в Бразилии, входит в штат Сан-Паулу. Составная часть мезорегиона Араракара. Входит в экономико-статистический микрорегион Араракуара. Население составляет 199 657 человек на 2006 год. Занимает площадь 1005,968 км². Плотность населения — 198,5 чел./км².
Праздник города — 22 августа.

## История
Первоначально регион был заселен индейцами тупи-гуарани. В конце XVIII века или начале XIX века Педро Хосе Нето (порт. Pedro José Neto), выходец из региона Рио-де-Жанейро, закрепился в этих местах и построил часовню, посвященную Святому Бенедикту. Город основан 22 августа 1817 года.
Есть два возможных происхождения его названия: их языка тупи-гуарани или из лингва-жерал-паулиста. В обоих случаях название происходит от схожих выражений, означающих «логово ара».

## География
Климат местности: тропический. В соответствии с классификацией Кёппена, климат относится к категории Aw. Из-за жаркого климата и впечатляющих закатов, которые можно здесь увидеть, Араракуару называют как «обителью солнца» (порт. Morada do Sol).

## Статистика
- Валовой внутренний продукт на 2003 составляет 2.266.686.970,00 реалов (данные: Бразильский институт географии и статистики).
- Валовой внутренний продукт на душу населения на 2003 составляет 11 819,45 реалов (данные: Бразильский институт географии и статистики).
- Индекс развития человеческого потенциала на 2000 составляет 0,830 (данные: Программа развития ООН).

## Панорама
|  |